# Eleição municipal de Aracaju em 2024
A eleição municipal do município de Aracaju em 2024 ocorreu nos dias 6 de outubro (primeiro turno) e no dia 27 de outubro (segundo turno) com o objetivo de eleger um prefeito, um vice-prefeito e 24 vereadores responsáveis pela administração da cidade no mandato a se iniciar em 1° de janeiro de 2025 e com término em 31 de dezembro de 2028. O prefeito titular é Edvaldo Nogueira, do PDT, que está ocupando o 3º mandato à frente da prefeitura de Aracaju, sendo eleito em 2008, 2016 e 2020, não podendo se candidatar, visto que vem de uma reeleição em 2020.
Pelo primeiro turno, Emília Corrêa, do PL, e Luiz Roberto, do PDT, obtiveram, respectivamente, 126.365 votos (41,62% dos votos válidos) e 72.247 votos (23,86%), avançando para o segundo turno.

## Antecedentes

### Eleição municipal de 2020
Edvaldo Nogueira, do Partido Democrático Trabalhista (PDT), ficou em primeiro lugar no primeiro turno com 119.681 votos (45,57%), enquanto a Delegada Danielle, do Cidadania, ficou em segundo com 55.973 votos (21,31%). Ambos disputaram o Centro Administrativo Prefeito Aloísio Campos pelo segundo turno, com Nogueira sendo reeleito por 150.823 votos (57,86%), superando os 109.864 votos (42,14%) de Danielle.

### Eleições gerais de 2022
Nas eleições para governador, Rogério Carvalho, do Partido dos Trabalhadores (PT), ficou em primeiro lugar com 72.040 votos (39,79%), contra o segundo colocado Fábio Mitidieri, do Partido Social Democrático (PSD), que adquiriu 45.437 votos (25,09%), durante o primeiro turno. No segundo, Fábio foi eleito com 187.048 votos (60,76%), superando seu adversário Rogério, o qual obteve 120.790 votos (39,24%).
Pelas eleições presidenciais, Luiz Inácio Lula da Silva, obteve 176.981 votos (52,56%), enquanto o candidato à reeleição Jair Messias Bolsonaro (PL), contou com 124.846 votos (37,08%) pelo primeiro turno. Já no segundo turno, Lula ampliou a contagem, obtendo 190.875 votos (57,26%), e Bolsonaro obteve 142.489 votos (42,74%).

## Calendário eleitoral
| Início        | Fim           | Atividades | Status    |
| ------------- | ------------- | --- | --------- |
| 7 de março    | 5 de abril    | Janela partidária para vereadores trocarem de partido visando concorrer às eleições sem perder o mandato. | Realizado |
| 6 de abril    | 6 de abril    | Data-limite para todas as legendas e federações partidárias obterem o registro dos estatutos no TSE e para todos os candidatos terem domicílio eleitoral na circunscrição em que desejam disputar as eleições com a filiação deferida pelo partido. | Realizado |
| 15 de maio    | 15 de maio    | Início da campanha de arrecadação prévia de recursos na modalidade de financiamento coletivo para pré-candidatos, sem realização de pedidos de voto e obedecendo a regras relativas à propaganda eleitoral na Internet.                             | Realizado |
| 20 de julho   | 5 de agosto   | Realização de convenções partidárias para deliberar sobre coligações e escolher candidatos às prefeituras e aos cargos de vereador. Os partidos têm até 15 de agosto para registrar os nomes na Justiça Eleitoral.                                  | Realizado |
| 16 de agosto  | 16 de agosto  | Início das campanhas eleitorais de forma igualitária, podendo qualquer publicidade ou manifestação com pedido explícito de voto antes da data ser considerada irregular e multada.                                                                  | Realizado |
| 30 de agosto  | 3 de outubro  | Veiculação da propaganda eleitoral gratuita no rádio e na televisão. | Realizado |
| 6 de outubro  | 6 de outubro  | Realização do primeiro turno das eleições municipais. | Realizado |
| 11 de outubro | 25 de outubro | Veiculação da propaganda eleitoral gratuita no rádio e na televisão para o segundo turno. | Realizado |
| 27 de outubro | 27 de outubro | Realização de um eventual segundo turno nas cidades com mais de 200 mil eleitores em que o candidato a prefeito mais votado não tenha atingido a metade mais um dos votos válidos.                                                                  | Realizado |

## Candidatos a prefeito
Anunciaram pré-candidatura ao cargo de prefeito: Luiz Roberto (PDT), escolhido como sucessor do titular Edvaldo Nogueira (PDT), formado em direito, foi presidente da ENSURB e da FUNDAT Aracaju, aposentado na Petrobras e atualmente é secretário do Sedurbi; Emília Corrêa (PL), vereadora de Aracaju-SE eleita em 2016 e reeleita em 2020, formada em direito e presidente da procuradoria da mulher na câmara de vereadores de Aracaju; Delegada Danielle (MDB), formada em direito, ex-diretora da Deotap-SE, ex-instrutora na Senasp e atualmente comanda a Secretaria de Estado da Mulher; Yandra Moura (UNIÃO), deputada federal eleita nas eleições estaduais de Sergipe em 2022, formada em direito e filha do político André Moura (UNIÃO); Candisse Carvalho (PT), jornalista e esposa do senador Rogério Carvalho (PT), foi repórter e apresentadora de TV; Niully Campos (PSOL), professora, advogada, tentou ser vereadora nas eleições em 2016, deputada estadual em 2018, e governadora em 2022; José Paulo Silva (NOVO), formado em direito, foi delegado da Polícia Federal e atualmente é procurador de Sergipe desde 1998.

### Quadro de candidatos
| Nº | Prefeito(a)  | Prefeito(a)       | Prefeito(a)         | Prefeito(a)                                                                                          | Vice-prefeito(a) | Vice-prefeito(a) | Vice-prefeito(a)  | Vice-prefeito(a)              | Vice-prefeito(a)                                                             | Coligação                                                                            | Ref.          |
| Nº | Candidato(a) | Candidato(a)      | Partido Federação   | Cargos relevantes                                                                                    | Candidato(a)     | Candidato(a)     | Candidato(a)      | Partido Federação             | Cargos relevantes                                                            | Coligação                                                                            | Ref.          |
| -- | ------------ | ----------------- | ------------------- | --- | ---------------- | ---------------- | ----------------- | ----------------------------- | ---------------------------------------------------------------------------- | ------------------------------------------------------------------------------------ | ------------- |
| 12 |              | Luiz Roberto      | PDT                 | - Advogado; - Presidente da Ensurb Aracaju e da Fundat Aracaju; - Secretário da Sedurbi Sergipe      |                  |                  | Fabiano Oliveira  | PP                            |                                                                              | Pra Aracaju Avançar de Verdade - PDT - PP - PSD - PSB - Republicanos - Solidariedade | [ 9 ]         |
| 13 |              | Candisse Carvalho | PT FE Brasil        | - Jornalista e ex-repórter de TV; - Assessora do Ministério do Desenvolvimento Social                |                  |                  | Rosângela Santana | PT FE Brasil                  |                                                                              | - Federação Brasil da Esperança (PT, PCdoB e PV) Apoio Informal: - PRTB              | [ 10 ]        |
| 15 |              | Delegada Danielle | MDB                 | - Delegada de polícia; - Diretora da Deotap-SE; - Instrutora na Senasp                               |                  |                  | Ayslan Araújo     | MDB                           |                                                                              | Sem coligação                                                                        | [ 11 ]        |
| 22 |              | Emília Corrêa     | PL                  | - Advogada e defensora pública aposentada; - Apresentadora de TV; - Vereadora de Aracaju (2017–2024) |                  |                  | Ricardo Marques   | Cidadania Fed. PSDB Cidadania |                                                                              | Por uma Nova Aracaju - PL - Federação PSDB Cidadania - Agir                          | [ 12 ]        |
| 29 |              | Felipe Andrade    | PCO                 | - Professor de Ensino Fundamental                                                                    |                  |                  | Arthur Lopes      | PCO                           |                                                                              | Sem coligação                                                                        | [ 13 ] [ 14 ] |
| 30 |              | José Paulo Silva  | NOVO                | - Advogado; - Procurador de Sergipe; - Superintendente da Polícia do Amazonas                        |                  |                  | Lânia Barboza     | NOVO                          |                                                                              | Sem coligação                                                                        | [ 15 ]        |
| 44 |              | Yandra Moura      | UNIÃO               | - Advogada; - Deputada Federal por Sergipe (2023–atualidade)                                         |                  |                  | Belivaldo Chagas  | PODE                          | - Vice-governador de Sergipe (2015-2018) - Governador de Sergipe (2018-2022) | Para Aracaju Avançar Mudando - UNIÃO - PODE - PRD - Avante - MOBILIZA - DC           | [ 16 ]        |
| 50 |              | Niully Campos     | PSOL Fed. PSOL REDE | - Advogada; - Professora de Ensino Fundamental                                                       |                  |                  | Alexis Pedrão     | PSOL Fed. PSOL REDE           |                                                                              | Sem coligação                                                                        | [ 17 ]        |

### Desistências
- Delegada Katarina (PSD) – Advogada, policial e deputada federal por Sergipe (2023–presente). Desistiu da disputa em 4 de julho para apoiar a candidatura de Luiz Roberto.[18][19]
- Fabiano Oliveira (PP) – Empresário. Abriu mão de sua candidatura a fim de ser vice-prefeito na chapa de Luiz Roberto.[20]

## Pesquisas de opinião
As pesquisas sem número de indecisos/brancos ou nulos, são as que apresentaram como resultado principal apenas os votos válidos.

### Primeiro turno
| Período  | Instituto            | Entrevistados | Emília (PL) | Roberto (PDT)                  | Yandra (UNIÃO) | Candisse (PT) | Delegada (MDB) | Niully (PSOL) | Paulo (NOVO) | Vilanova (PCO) | B/N | NS/NR | Vantagem |      |      |      |      |      |       |
| -------- | -------------------- | ------------- | ----------- | ------------------------------ | -------------- | ------------- | -------------- | ------------- | ------------ | -------------- | --- | ----- | -------- | ---- | ---- | ---- | ---- | ---- | ----- |
| Período  | Instituto            | Entrevistados | 30/09–03/10 | Paraná Pesquisas SE-07491/2024 | 700            | 34,3%         | 21,4%          | 14,9%         | 7,6%         | 7,3%           | B/N | NS/NR | Vantagem | 3,1% | 0,4% | 0,1% | 6,1% | 4,7% | 12,9% |
| 03–04/10 | Quaest SE-01903/2024 | 1000          | 43%         | 23%                            | 18%            | 8%            | 5%             | 2%            | 1%           | 0%             | –   | –     | 20%      |      |      |      |      |      |       |

### Segundo turno
| Fonte | Data(s) conduzida(s) | Amostragem | Emília PL        | Roberto PDT | Abst. Indec. | Vantagem | Ref. |     |       |       |      |       |        |
| ----- | -------------------- | ---------- | ---------------- | ----------- | ------------ | -------- | ---- | --- | ----- | ----- | ---- | ----- | ------ |
| Fonte | Data(s) conduzida(s) | Amostragem | Paraná Pesquisas | 7/10-10/10  | Abst. Indec. | Vantagem | Ref. | 740 | 51,5% | 38,6% | 9,8% | 12,9% | [ 21 ] |

## Resultados

### Prefeito
Fonte: TSE
| Candidato(a)                                             | Candidato(a)                                             | Vice                                                     | 1º turno 6 de outubro de 2024 | 1º turno 6 de outubro de 2024 | 2º turno 27 de outubro de 2024 | 2º turno 27 de outubro de 2024 |
| Candidato(a)                                             | Candidato(a)                                             | Vice                                                     | Votação                       | Votação                       | Votação                        | Votação                        |
| Candidato(a)                                             | Candidato(a)                                             | Vice                                                     | Total                         | %                             | Total                          | %                              |
| -------------------------------------------------------- | -------------------------------------------------------- | -------------------------------------------------------- | ----------------------------- | ----------------------------- | ------------------------------ | ------------------------------ |
|                                                          | Emília Corrêa (PL)                                       | Ricardo Marques (Cidadania)                              | 126 365                       | 41,62%                        | 165 924                        | 57,46%                         |
|                                                          | Luiz Roberto (PDT)                                       | Fabiano Oliveira (PP)                                    | 72 247                        | 23,86%                        | 122 842                        | 42,54%                         |
|                                                          | Yandra Moura (UNIÃO)                                     | Belivaldo Chagas (PODE)                                  | 43 932                        | 14,47%                        | Não participaram               | Não participaram               |
|                                                          | Candisse Carvalho (PT)                                   | Rosângela Santana (PT)                                   | 28 049                        | 9,24%                         | Não participaram               | Não participaram               |
|                                                          | Delegada Danielle (MDB)                                  | Ayslan Araújo (MDB)                                      | 16 769                        | 5,52%                         | Não participaram               | Não participaram               |
|                                                          | Niully Campos (PSOL)                                     | Alexis Pedrão (PSOL)                                     | 14 408                        | 4,75%                         | Não participaram               | Não participaram               |
|                                                          | José Paulo Silva (NOVO)                                  | Lânia Barboza (NOVO)                                     | 1 569                         | 0,52%                         | Não participaram               | Não participaram               |
|                                                          | Felipe Andrade (PCO)                                     | Arthur Lopes (PCO)                                       | 84                            | 0,03%                         | Não participaram               | Não participaram               |
| → Total de votos válidos                                 | → Total de votos válidos                                 | → Total de votos válidos                                 | 303 519                       | 90,90%                        | 288 766                        | 92,62%                         |
| → Votos em branco                                        | → Votos em branco                                        | → Votos em branco                                        | 45 913                        | 4,46%                         | 7 537                          | 2,42%                          |
| → Votos nulos                                            | → Votos nulos                                            | → Votos nulos                                            | 47 728                        | 4,64%                         | 15 464                         | 4,96%                          |
| Total                                                    | Total                                                    | Total                                                    | 328 514                       | 78,86%                        | 311 767                        | 74,84%                         |
| Abstenções                                               | Abstenções                                               | Abstenções                                               | 88 091                        | 21,14%                        | 104 838                        | 25,16%                         |
| Total de inscritos                                       | Total de inscritos                                       | Total de inscritos                                       | 416 613                       | 100%                          | 416 613                        | 100%                           |
| Relação da população municipal ao total de votos válidos | Relação da população municipal ao total de votos válidos | Relação da população municipal ao total de votos válidos | 602 757                       | 50,36%                        | 602 757                        | 47,90%                         |
| Relação da população municipal ao total de inscritos     | Relação da população municipal ao total de inscritos     | Relação da população municipal ao total de inscritos     | 602 757                       | 69,12%                        | 602 757                        | 69,12%                         |

### Vereadores eleitos
Representação eleita
  PSD: 5
  UNIÃO: 4
  PDT: 3
  PL: 2
  PODE: 2
  PSOL: 2
  PSB: 2
  PMN: 1
  PT: 1
  MDB: 1
  REDE: 1
  PP: 1
  PRD: 1

| Candidato(a)                   | Número Eleitoral | Partido  | Federação     | Votação | Votação |
| Candidato(a)                   | Número Eleitoral | Partido  | Federação     | %       | Total   |
| ------------------------------ | ---------------- | -------- | ------------- | ------- | ------- |
| Ricardo Vasconcelos            | 55000            | PSD      |               | 3,66%   | 11.120  |
| Breno Garibalde                | 18000            | REDE     | Fed.PSOL Rede | 2,58%   | 7.834   |
| Moana Valadares                | 22777            | PL       |               | 2,38%   | 7.216   |
| Nitinho                        | 55555            | PSD      |               | 1,85%   | 5.607   |
| Iran Barbosa                   | 50500            | PSOL     | Fed.PSOL Rede | 1,82%   | 5.528   |
| Joaquim Da Janelinha           | 12456            | PDT      |               | 1,58%   | 4.804   |
| Professora Sonia Meire         | 50123            | PSOL     | Fed.PSOL Rede | 1,45%   | 4.391   |
| Isac                           | 44444            | UNIÃO    |               | 1,38%   | 4.191   |
| Levi Oliveira                  | 11111            | PP       |               | 1,35%   | 4.109   |
| Anderson De Tuca               | 44123            | UNIÃO    |               | 1,31%   | 3.968   |
| Camilo Daniel                  | 13000            | PT       | Fe.Brasil     | 1,27%   | 3.849   |
| Lúcio Flávio                   | 22022            | PL       |               | 1,27%   | 3.847   |
| Pastor Diego                   | 44744            | UNIÃO    |               | 1,25%   | 3.804   |
| Vinicius Porto                 | 12123            | PDT      |               | 1,24%   | 3.773   |
| Selma França                   | 55111            | PSD      |               | 1,22%   | 3.718   |
| Fábio Meireles                 | 12777            | PDT      |               | 1,15%   | 3.483   |
| Miltinho Dantas                | 55190            | PSD      |               | 1,13%   | 3.416   |
| Sargento Byron Estrelas Do Mar | 15777            | MDB      |               | 1,08%   | 3.289   |
| Soneca                         | 55800            | PSD      |               | 1,07%   | 3.234   |
| Binho                          | 20555            | PODE     |               | 0,98%   | 2.986   |
| Maurício Maravilha             | 44222            | UNIÃO    |               | 0,98%   | 2.986   |
| Elber Batalha                  | 40123            | PSB      |               | 0,98%   | 2.966   |
| Alex Melo                      | 25123            | PRD      |               | 0,97%   | 2.938   |
| Sávio Neto De Vardo            | 20999            | PODE     |               | 0,95%   | 2.872   |
| Rodrigo Fontes                 | 40400            | PSB      |               | 0,82%   | 2.496   |
| Thannata Da Equoterapia        | 33111            | MOBILIZA |               | 0,75%   | 2.271   |